# مسابقه بوکس یا مبارزه دستکش
مسابقه بوکس یا مبارزه دستکش (انگلیسی: Boxing Match; or, Glove Contest) یک فیلم بریتانیایی در سبک مستند به کارگردانی بیرت ایکر است که در سال ۱۸۹۶ منتشر شد.